# Walter M. Sprondel
Walter Michael Sprondel (geboren am 28. März 1938 in Stargard; gestorben am 10. April 2024) war ein deutscher Soziologe.

## Leben
Sprondel war der Sohn des Pastors Walter Sprondel, der von 1932 bis 1945 an der Heiliggeistkirche im pommerschen Stargard tätig war. Walter M. Sprondel begann nach der Reifeprüfung in Alfeld (1957) das Studium der Rechtswissenschaft an der Universität Göttingen. Nach Ableistung des Wehrdienstes wechselte er an die Universität München und studierte dort Soziologie, Philosophie und Psychologie. Im Jahre 1968 wurde er bei Karl Martin Bolte an der Universität München promoviert und habilitierte sich 1976 an der Universität Konstanz im Fach Soziologie. Ab 1978 war er Professor für Soziologie an der Universität Tübingen. 2003 wurde er emeritiert.
Walter Sprondel war ein Bruder des lutherischen Theologen Gottfried Sprondel.

## Schriften (Auswahl)
- Elemente des Zuweisungsprozesses sozialer Positionen: Die Professionalisierung der Lehrer höherer Schulen. Dissertation. Universität München 1968 (darin: Eigener Lebenslauf).
- mit Thomas Luckmann (Hrsg.): Berufssoziologie (= Neue wissenschaftliche Bibliothek, Bd. 55). Kiepenheuer & Witsch, Köln 1972, ISBN 3-462-00902-8.
- mit Constans Seyfarth (Hrsg.): Seminar: Religion und gesellschaftliche Entwicklung. Studien zur Protestantismus-Kapitalismus-These Max Webers. Suhrkamp, Frankfurt/M. 1973, ISBN 3-518-27638-7.
- mit Richard Grathoff (Hrsg.): Maurice Merleau-Ponty und das Problem der Struktur in den Sozialwissenschaften. Enke, Stuttgart 1976, ISBN 3-432-87921-0.
- (Hrsg.): Zur Theorie sozialen Handelns. Suhrkamp. Ein Briefwechsel Alfred Schütz / Talcott Parsons. Frankfurt am Main 1977, ISBN 3-518-07802-X.
- mit Richard Grathoff (Hrsg.): Alfred Schütz und die Idee des Alltags in den Sozialwissenschaften. Enke, Stuttgart 1979, ISBN 3-432-89961-0.
- mit Constans Seyfarth (Hrsg.): Max Weber und die Rationalisierung sozialen Handelns. Enke, Stuttgart 1981, ISBN 3-432-91651-5.
- (Hrsg.): Die Objektivität der Ordnungen und ihre kommunikative Konstruktion. Festschrift für Thomas Luckmann. Suhrkamp, Frankfurt am Main 1994, ISBN 3-518-28740-0.